# Mijagual
Pour les articles homonymes, voir Mijagual.
Mijagual est la capitale de la paroisse civile de Palacio Fajardo de la municipalité de Rojas dans l'État de Barinas au Venezuela.